# Robert Garrett
Robert »Rob« Garrett, ameriški atlet, * 24. junij 1875, Baltimore County, Maryland, ZDA, † 25. april 1961, Baltimore, Maryland.
Garrett je nastopil na prvih dveh poletnih olimpijskih igrah v letih 1896 v Atenah in 1900 v Parizu ter osvojil po dve zlati, srebrni in bronasti medalji. Na prvih igrah leta 1896 je postal olimpijski prvak v suvanju krogle in metu diska ter podprvak v skoku v višino in daljino, leta 1900 pa še bronast v suvanju krogle in troskoku z mesta.